# 1919 aux échecs
| Années des échecs : 1916 - 1917 - 1918 - 1919 - 1920 - 1921 - 1922    |
| Décennies des échecs : 1880 - 1890 - 1900 - 1910 - 1920 - 1930 - 1940 |

Cet article présente les faits marquants de l'année 1919 aux échecs.

## Championnats nationaux
- Canada : Pas de championnat[1].
- Écosse : Pas de championnat.
- Pays-Bas : Max Marchand remporte le championnat [2]. Le championnat a lieu tous les deux ou trois ans.
- Royaume-Uni de Grande-Bretagne et d'Irlande : Pas de championnat pour cause de Première Guerre mondiale[3].
- RSFS de Russie: Pas de championnat[4].
- Suisse : Pas de championnat [5].

## Naissances
- Issaak Boleslavski

## Nécrologie
- En 1919 : Alexander Evenson (en), Moissei Eljaschoff (en)
- 23 janvier : Max Fleissig (en)
- 26 janvier : James Grundy (en)
- 9 avril : Emil Schallopp
- 25 août : Viktor Knorre
- 14 septembre : Jean Taubenhaus
- 22 novembre : Mary Rudge
- 29 novembre : Szymon Winawer